# Neochlamisus assimilis
Neochlamisus assimilis är en skalbaggsart som först beskrevs av Johann Christoph Friedrich Klug 1824.  Neochlamisus assimilis ingår i släktet Neochlamisus och familjen bladbaggar. Inga underarter finns listade i Catalogue of Life.